# محمد بن جعفر الكتاني
محمد بن جعفر الكتاني، (1274 - 1345 هـ / 1857 - 1927 م). فقيه ومحدث ومؤرخ. هو الشيخ الإمام، علم الأعلام أبو عبد الله محمد بن جعفر بن إدريس بن محمد الزمزمي بن محمد الفضيل الكتاني الحسني.

## ولادته ونشأته
ولد بفاس عام(1274هـ)، في البيت الكتاني الذي عرف أهله بالتمسك بالعلم والعمل، والأمر بالمعروف والنهي عن المنكر، والنصح للمسلمين، توفيت والدته وهو صغير، فاحتضنه والده وتكفّل برعايته، وأخذه للكُتَّاب فحفظ القرآن ومهمات المتون، ثم أدخله جامع القرويين، فأخذ مختلف العلوم من تفسير وفقه، وأصول وحديث، ولغة ونحو وبيان وسير وتصريف ومنطق، وغير ذلك على أئمة العلم في عصره.

## طلبه للعلم وشيوخه
أخذ القرآن أولا عن أبي عبد الله محمد الشاهد بن الحسن اليوبي الحسني، وآخر من قرأ عليه وعليه جمع القرآن الشيخ إدريس بن القاسم الحجوجي. كما أخذ العلم أولا عن والده الشيخ جعفر بن إدريس الكتاني(ت1323هـ) سمع عليه الصحيح نحوا من عشرين مرة،
وكذلك على ابن عمّ والده الشريف محمد بن عبد الواحد الكتاني(ت1289هـ)،
كما تتلمذ على يد القاضي أبي عبد الله محمد بن عبد الرحمن العلوي(ت1317هـ)، وأبي عبد الله محمد المدني بن علي بن جلّون(ت1298هـ) الذي درّبه على الاشتغال بعلم الحديث وحبّبه إليه، وكذلك أبي العباس أحمد بن أحمد بنّاني المدعو«كلَاَّ»(ت1306هـ) سمع عليه الكثير من أوائل كتب الحديث.
ومن الفقهاء أيضا الذين أخذ عنهم : محمد بن عبد الواحد بن سودة، والشيخ عبد الملك العلوي الضرير، والشيخ أحمد بن الطالب ابن سودة والعلامة الطيب بن كيران، وغيرهم.

## رحلته للمشرق العربي
رحل إلى الحجاز عام(1321هـ)، فدخل الشام ومصر، وأخذ عن جلّة شيوخها وأعلامها، ثم حج ثانية سنة(1325هـ) وهاجر بأهله إلى المدينة المنورة إثر تردّي الأوضاع بالمغرب وتربُّص الاستعمار به، فمكث فيها نحو عام تقريبا، وعاد سنة(1326هـ) بعد خلع السلطان عبد العزيز وتولية السلطان عبد الحفيظ، بغية الذّبّ عن حرم البلاد ونصرة السلطان الجديد، غير أنه وجد عدم انضباط أحوال البلاد، وأَيِس من إصلاحها فهاجر مرة أخرى إلى المدينة المنورة عام(1328هـ)، واستوطنها إلى سنة(1336هـ)،
في تلك الفترة قام بنهضة علمية كبرى بالحرمين الشريفين، ودرّس مختلف الكتب العلمية، وتعمّق في دراسة المذاهب الأربعة وغيرها دراسة تحقيق وتوسّع.
كانت له حظوة عند الدولة العثمانية وحكّامها، كما حظي باحترام كبير من لدن أشراف الحجاز وحكّامه، وانتقل إلى دمشق سنة(1336هـ) بعد الثورة ضد الدولة العثمانية، فاستقبل استقبال الأفراد، وأقبل عليه الخاص والعام، ومكث هناك مشعلا علميا استضاء به جميع علماء ومصلحي الشام.

## عودته إلى المغرب واشتغاله بنشر العلم
لما دخل الاستعمار الفرنسي إلى سوريا قرر العودة إلى فاس فعاد سنة(1345هـ)، وتفرغ لإلقاء دروس في جامع القرويين في شرح مسند الإمام أحمد، ووُصف مجلسه بأنه قلّ أن شاهد جامع القرويين مشهدا أكبر ولا أجمع منه، ويعد الآخذون عنه بالآلاف من علماء المغرب والجزائر وتونس وليبيا ومصر والحجاز والشام والعراق والهند وتركيا؛ لما عرف عنه من سعة الاطلاع وحفظ الآثار واستجماع أدوات الاجتهاد، إلى ما جُبل عليه من متانة دين وزهد في الدنيا ورغبة في الآخرة، واشتهر ذلك عند معاصريه من أقرانه وتلامذته،
قال الشيخ عبد الحي الكتاني:«وهو رحمه الله ممن خاض في السنة وعلومها خوضا واسعا، واطّلع اطلاعا عريضا على كتبها وعويصاتها، بحيث صار له في الفنّ ملَكة وإشراف لم يشاركه فيهما أحد من أقرانه بفاس والمغرب، وتمّ له سماع وإسماع غالب الكتب الستة، وقرّر عليها وأملى وقيد وضبط، وعُرف بملازمة السنة في هديه ونطقه وفعله وشدة التثبت والتحري في علمه وعمله، واشتهر أمره في مشارق الأرض ومغاربها بذلك وافتخر أعلام بالأخذ عنه والانتماء إليه»،
وقال تلميذه عبد الحفيظ الفاسي:«عَين من أعيان علماء فاس وسَراتها الأمجاد، مشارك متفنن في كثير من العلوم، متضلّع في علم الحديث، بصير بمعانيه وفقهه، دؤوب على تدريسه وسرده، حسن النطق به، عارف بتراجم رجاله، مطلع على أخبار صلحاء وعلماء فاس وطبقات علماء المذهب...».

## مؤلفاته
للعلامة سيدي محمد بن جعفر الكتاني أكثر من ستين تأليفا نذكر منها :
- نصيحة أهل الإسلام

- سلوة الأنفاس ومحادثة الأكياس بمن أقبر من العلماء والصلحاء بفاس
- الدعامة لمعرفة أحكام سنة العمامة
- الرسالة المستطرفة لبيان كتب السنة المشرفة
- الأزهار العاطرة الأنفاس بذکر بعض مناقب قطب المغرب وتاج مدينة فاس
- تعجيل البشارة للعامل بالاستخارة
- إسعاف الراغب السابق بخبر ولادة خير الأنبياء وسيد الخلائق
- نيل المنى وغاية السول بذكر معراج النبي المختار الرسول
- نظم المتناثر من الحديث المتواتر
- سلوك السبيل الواضح لبيان أن القبض في الصلوات كلها مشهور وراجح
- نصرة ذوي العرفان فيما أحدثوه لذكر الهيللة جماعة من الطبوع والألحان
- الأقاويل المفصلة لبيان حال حديث الابتداء بالبسملة
- رفع الملامة ودفع الاعتساف على المالكي إذا بسمل في الفريضة خروجا من الخلاف
- رفع الالتباس وكشف الضر والباس ببيان ما للعلماء النحارير الأكياس في مسألة الحرير التي وقع الخوض فيها بين الناس
- الرسالة المختصرة فيما لا يسع المحدث جهله من الكتب التي لها تعلق وارتباط بالسنة المطهرة
- الإعلام بما في المجانات المحلاة من الأحكام
- جلاء القلوب الغيبية لبيان إحاطته عليه السلام بالعلوم الكونية
- الرحلة السامية للإسكندرية ومصر والحجاز والبلاد الشامية

## وفاته
ذكر العالم المؤرخ عبد السلام ابن سودة في كتابه سل النصال للنضال بالأشياخ وأهل الكمال أنه توفي ليلة السبت خامس عشر رمضان عام خمسة وأربعين المذكور، وأنه لم يقم بفاس سوى نحو ستة أشهر بعد طول غيبته بالمشرق ولكن التربة نادته. فدفن أولا بروضتهم الكائنة بالقباب، وذكر أيضا أن جنازة سيدي محمد بن جعفر الكتاني كانت حافلة لم يرى مثلها طول عمره حسب تعبيره - عبد السلام ابن سودة -، قدرت من حضرها بين رجال ونساء بخمسين ألف نسمة، وفي يوم الثلاثاء متم ربيع الثاني عام سبعة وأربعين وثلاثمائة وألف نقلت جثمانه من محمل مدفنه أولا إلى محل اشترى لأجل دفنه ثانيا، قام بذلك أولاده وبعض المحبين من الآخذين عنه، بأعلى درب اللمطي من حومة الصفاح.